# 藩
藩（はん）は、諸侯が治める領地、およびその統治組織のことである。

## 中国の藩
古代中国の周で、王室を護衛する諸侯を藩と呼んだのが由来とされる。転じて、国を冊封された諸侯一般、およびその領地を指すようになった。領地のことは藩国とも呼ぶ（蕃国とも）。
藩という語は周代〜清代に使われたが、日本と違って固有名詞として「○○藩」のように使われることはほとんどない。例えば、唐後半から五代十国にかけて地方に割拠した節度使勢力を藩鎮と呼んだが、この諸藩の領地を呼ぶときには「宣武節度使の朱全忠」「河東節度使の李克用」というように、地名＋節度使名で呼び、「宣武藩」「河東藩」とは呼ばない。清代の、辺境の半独立国だった三藩が有名だが、この諸藩も朝廷から賜った王号で呼ばれ、「○○藩」とは言わない。ただし、明代では福藩、潞藩、桂藩などしばしば使われた。

## 日本の藩
日本史で言う藩は、江戸時代に1万石以上の領土を保有する封建領主である大名が支配した領域と、その支配機構を指す歴史用語である。江戸時代の儒学者が中国の制度になぞらえて用いた漢語的呼称に由来する。

### 用語

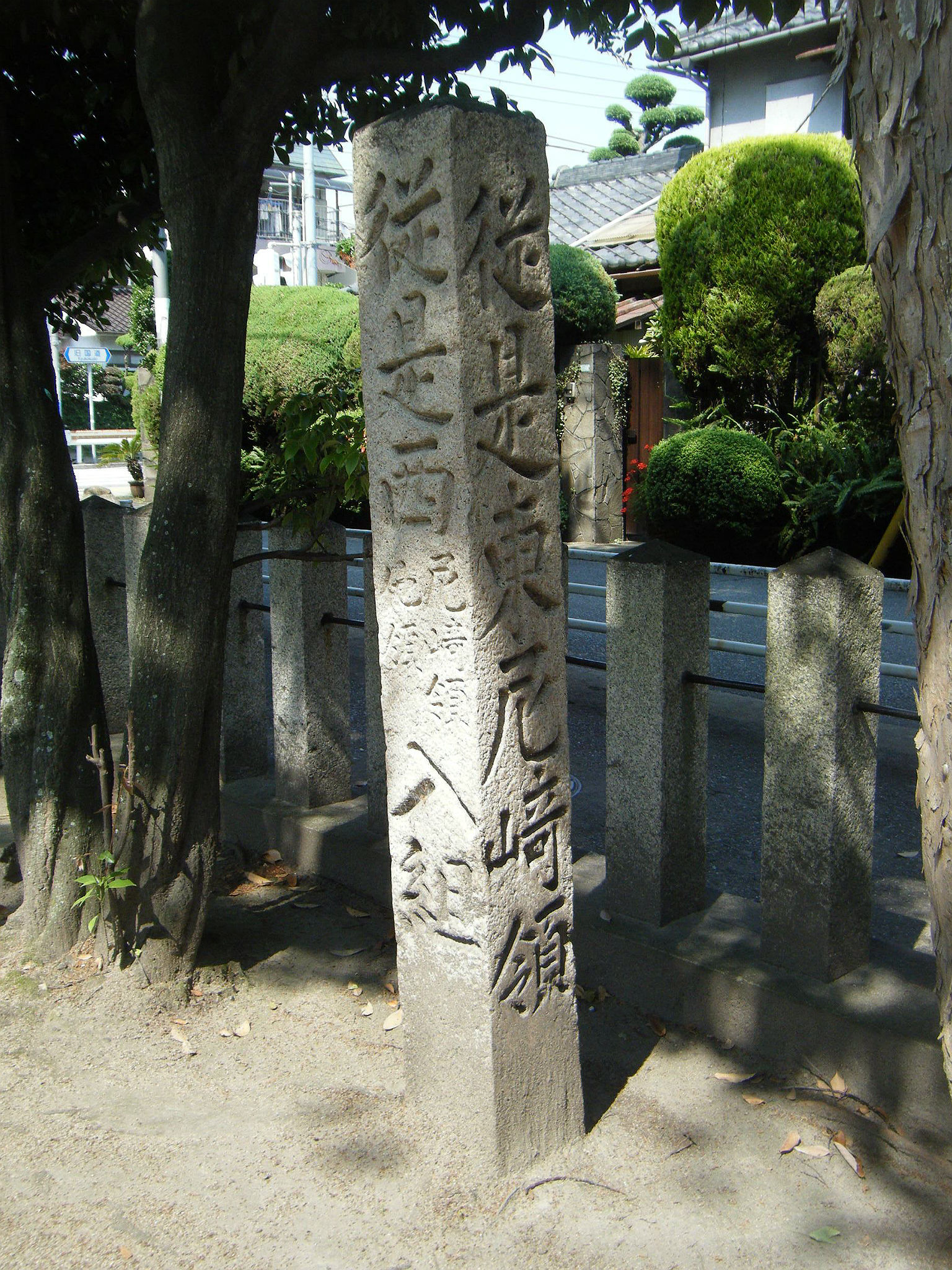
兵庫県西宮市の岡太神社に現存する尼崎藩の領境碑。「藩」とは記されず「尼崎領」である。

藩という呼称は、江戸時代には公的な制度名ではなかったためこれを用いる者は一部に限られ、元禄年間以降に散見される程度だった（新井白石『藩翰譜』、林述斎・成島司直編『徳川実紀』等）。明治時代に初めて公称となり、一般に広く使用されるようになった。
元々「藩」という語は、古代中国で天子である周の王によってある国（同時代の華北で国とは邑と称せられる都市国家）に封建（既存の都市国家の統治制度の追認、もしくは親周勢力の族組織単位での軍事入植）された諸侯の支配領域を指し、江戸時代の儒学者がこれになぞらえて、徳川将軍家に服属し将軍によって領地を与えられた（と観念された）大名を「諸侯」、その領国を「藩」と呼んだことに由来する。あくまで江戸時代には「藩」の語は儒学文献上の別称であって、公式の制度上は藩と称されたことは無い。
当時の江戸幕府は、大名領は領分（りょうぶん）、大名に仕える者や大名領の支配組織は家中（かちゅう）などの呼称が用いられていた。いずれも、その前に大名の名字もしくは拠点（城・陣屋所在地）とする地域名を冠して呼んだ。
今日の歴史学上では、大名領およびその領地の支配組織を藩、藩の領主である大名のことを藩主（はんしゅ）、大名の家来のことを藩士（はんし）という事が多い。同じく現代歴史用語として、藩に対して幕府の直轄領のことを天領（てんりょう）と呼ぶ事も多い（ただし、天領も藩と同じく、明治以降の公称である）。さらには、幕藩体制の研究者の中には豊臣政権における大名領国を「藩」もしくはその前身と捉え、藩の成立を豊臣政権もしくはその前の織田政権に遡って考察する考え方もある。
しかし、この藩について、当時の人々が実際に何と呼称していたかは詳しくはわかっていない。当時の領地・組織は「藩」ではなく「家」を単位とするもので、幕府からの命令は藩主でなく個人（例えば長州藩の場合は「松平大膳大夫殿」）宛に出されており、家臣も自藩、他藩でなく「当家」「他家」などの呼称で呼ばれていた。藩士についても「○○藩士」とは呼ばれず、例えば「仙台藩士」であれば公的には「松平陸奥守家来」と称された。また、封地名も「藩」よりも「侯」をつけて呼び現されることが多かった。例えば「仙台侯」、「尾張侯」、「姫路侯」といった具合である。

### 江戸時代
藩の内側は将軍と江戸幕府の権威・権力の枠の内側で一定の自立した政治・経済・社会のまとまりを持ち、小さな国家のように機能した。
藩は、守護大名が荘園や公領を解体し、これらに所領を持ち一揆盟約で組織された惣村を権力基盤とする国人級の武士や、武士化した名主層（地侍）を被官化し、一円的領域支配を築いていったことに始まる。これは荘園の預所や公領の国衙機構といった中世的な公的秩序機構を基盤とする、室町時代以前の武士の所領支配とは異なった新しい支配の形態である。こうした社会変動を乗り越え成功した守護大名やその下で現地支配実務を担った守護代ら中間管理職的家臣らから成長した戦国大名は領域に自生した一揆的盟約共同体を直接掌握することで一円支配をさらに推し進める一方、家来である配下の武士を城下町に集めて強い統制下に置く傾向が始まる。織田信長は取り立てた武士の所領を勢力・進展とともに次々に動かし、豊臣秀吉は徳川家康ら服属した戦国大名を彼らの地盤である領国から鉢植え式に新領土に移封させたので、安土桃山時代に武士と百姓間の職業的・身分的な分離が進み、関ヶ原の戦いと江戸時代初期の大大名の盛んな加増・移封によって完成された。
藩士である武士を城下町に集めて軍人・官吏とし、彼らの支配のもとで城下町周辺の一円支配領域にある村に石高を登録された百姓から年貢を現物徴収して、藩と藩主の財源や藩士の給与として分配する形態が藩の典型であるが、徳川氏によって新規に取り立てられた小藩の中には支配する領地が飛び地状に拡散していて一円的な支配が難しいものもあった。また肥前鍋島家の統治に於いて藩主家一門や旧主龍造寺家一門から成る重臣層が直接統治する領地を構えた事にみられるように、西国雄藩にはしばしば戦国大名的な統治機構を温存させていた例が散見された。

### 明治時代
1868年（明治元年）に明治新政府が旧幕府領を天皇直轄領（天領）として府・県に編成した際に、大名領は天子たる天皇の「藩」であると観念されたこともあり、「藩」は新たに大名領の公称として採用され、藩主の居所（城持ち大名の場合は居城）の所在地の地名をもって「○○藩」という名前が初めて正式の行政区分名となった（府藩県三治制）。翌1869年（明治2年）までに版籍奉還が行われて藩主は知藩事に改められ、1871年（明治4年）の廃藩置県によりさらに藩が県に置き換えられた。これによって江戸時代以来の藩制は廃止され、藩領は整理された。
なお琉球は、その実質的な支配者である薩摩藩が廃藩置県によって県となったことを受け、翌1872年（明治5年）、独立王国から日本国に帰属する琉球藩へと改められた。以後1879年（明治12年）の琉球処分まで、琉球は廃藩置県後の日本国内において唯一藩制が行われていた地域である。
現在の県は廃藩置県時の諸県を統廃合して生まれたもので、多くの地域では旧藩の境界と現在の県の境界は一致しない。

### 藩の呼び方（藩名）
府藩県三治制において藩庁の所在地をもって藩名とする規則は初めからあるわけではなかった。例えば慶応4年旧暦2月11日に大中小藩の区別が制定された際の藩名表では、国持・大身国持の藩などは旧国名をもって藩名とされている。慶応4年旧暦5月15日の藩印制定の際も、明治政府に提出された藩印では旧国名を用いた藩名の藩印が多数作成されている。最終的に版籍奉還の際に藩庁の所在地をもって藩名とする規則が適用され、呼称が被る藩に関しては任知藩事時またはその直後に藩名が改称された。よって加賀藩、薩摩藩などの呼称も藩名が定まる前には実際に使われた実績がある。
また、久保田藩は江戸時代の藩主の官位として「秋田侍従」があり、戊辰戦争の際も郡名由来の「秋田藩」を名乗り、「秋田藩印」とする藩印を明治政府に提出しているが、藩庁所在地を藩名とする原則が徹底されたことにより、「久保田藩」が正式な名称となった。藩としては歴史的に使われた名称である「秋田藩」と呼ばれることを願い、城下町の名称を久保田から秋田に変更した上で、藩名を久保田藩から秋田藩に改名している。
明治時代以降、歴史用語として藩名を用いる場合、何を冠するかで3通りの捉え方があり、それぞれに異なる命名法として併存している。その3つとは、所領（旧令制国名義など）、大名、城下町である。
- 例えば「加賀藩」は、主たる所領が旧令制国名でいう「加賀国」であることに由来し、加賀地方以外にも多くの所領を持ちながら「加賀」の名を冠するもので、最も広く通用している名称であるが、これとは別に、大名・前田氏（加賀前田家）によって治められたことから「前田藩」という名称も通用している。また、この藩の中核をなす城下町が金沢城下（金沢城の城下町）であったことに基いて「金沢藩」という名称も用いられている。
- 例えば「彦根藩」は、主たる所領は旧令制国名でいう「近江国」ではあるが、近江地方は一藩が代表するには細分化されすぎており、その名を冠することはない。それよりも、北近江の地を治めるに当って居城を佐和山城から彦根山の新城（彦根城）に移して政治および地政学的刷新を図ったことが重要で、彦根に中核たる城下町が形成されたことに基いて「彦根藩」と呼ばれることとなった。なお、彦根藩を治めたのは大名・井伊氏（井伊掃部頭家）であるが、「井伊藩」とは呼ばれず、「井伊彦根藩」という名称がこれに代わる。

### 本藩と支藩
江戸時代の藩主家の一族が、弟や庶子など、家督相続の権利の無い者に所領を分与する（分知）などして新たに藩を成立させることがあり、これを支藩という。支藩に対して分知した藩主家の藩を本藩という。藩主家一族以外の有力家臣の所領も支藩という場合がある。ただし、藩の概念が曖昧であるのと同様、支藩の概念も、成立時に血縁であっただけであって幕府からは各々独立した藩と見られていたものから、領内における比較的独立性の強い領分の意まで、その指し示すものは確定しているとは言い難い。